# Логвиненко, Алексей Павлович
Алексе́й Па́влович Логвине́нко (22 августа 1922; город Москва — 29 сентября 1985, город Москва) — Герой Советского Союза (1945), полковник (1967), военный лётчик 2-го класса.

## Биография
Родился 22 августа 1922 года в Москве. В 1939 году окончил 9 классов школы, в 1941 году — Киевский аэроклуб города Москвы.
В армии с марта 1941 года. В 1942 году окончил Армавирскую военную авиационную школу лётчиков. В 1942—1944 годах — лётчик 25-го запасного авиационного полка (город Аджи-Кабул, Азербайджан). В марте-июле 1944 года проходил переобучение в 18-м учебно-тренировочном авиационном полку (3-й Украинский фронт).
Участник Великой Отечественной войны: в августе 1944 — мае 1945 года — старший лётчик и командир звена 951-го штурмового авиационного полка 306-й штурмовой авиационной дивизии 10-го штурмового авиационного корпуса 17-й воздушной армии (3-й Украинский фронт). Участвовал в освобождении Румынии, Болгарии, Югославии, Венгрии и Австрии. За время войны совершил 195 боевых вылетов на штурмовике Ил-2 для нанесения ударов по войскам и коммуникациям противника.
За мужество и героизм, проявленные в боях, указом Президиума Верховного Совета СССР от 18 августа 1945 года младшему лейтенанту Логвиненко Алексею Павловичу присвоено звание Героя Советского Союза с вручением ордена Ленина и медали «Золотая Звезда».
После войны продолжал службу в ВВС; до 1950 года был командиром звена штурмового авиаполка (в Южной группе войск в Румынии и Одесском военном округе). В 1955 году окончил Военно-воздушную академию (Монино). До 1956 года служил в ВВС заместителем командира авиаэскадрильи штурмового авиаполка (в Северном военном округе), в 1956—1960 годах — в авиации ПВО заместителем командира и командиром авиаэскадрильи истребительного авиаполка (Приморская дивизия ПВО и Новосибирский корпус ПВО).
В 1960—1961 годах — преподаватель кафедры тактики Армавирского высшего военного авиационного училища лётчиков. С 1961 года служил офицером и старшим офицером в Главном управлении кадров Министерства обороны СССР. С декабря 1976 года полковник А. П. Логвиненко — в запасе.
В 1977—1985 годах работал начальником отдела кадров управления «Союзглавмаш» Госснаба СССР.

Могила Логвиненко на Кунцевском кладбище Москвы.

Жил в Москве. Умер 29 сентября 1985 года. Похоронен на Кунцевском кладбище в Москве.

## Награды
- Герой Советского Союза (18.08.1945);
- орден Ленина (18.08.1945);
- орден Красного Знамени (12.01.1945);
- два ордена Отечественной войны 1-й степени (1.02.1945; 11.03.1985);
- два ордена Красной Звезды (30.08.1944; 30.12.1956);
- орден «За службу Родине в Вооружённых Силах СССР» 3-й степени (30.04.1975);
- медали;
- иностранные награды.